# Bubopsis costai
Bubopsis costai is een insect uit de familie van de vlinderhaften (Ascalaphidae), die tot de orde netvleugeligen (Neuroptera) behoort. 
Bubopsis costai is voor het eerst wetenschappelijk beschreven door Navás in 1912.